# Miguel Mykycej
Miguel Mykycej (ukr. Михайло Микицей, Mychajło Mykycej; ur. 17 października 1934 w Horochołynie, zm. 20 maja 2017 w Buenos Aires) – ukraiński duchowny Kościoła katolickiego obrządku bizantyjsko-ukraińskiego posługujący w Argentynie, orionista. W latach 1999–2010 eparcha Buenos Aires, wcześniej biskup pomocniczy i administrator apostolski tej eparchii. 

## Życiorys
Święcenia prezbiteratu przyjął 21 kwietnia 1963 jako członek zakonu orionistów, udzielił ich mu arcybiskup lwowski Josyf Slipyj, późniejszy kardynał. 23 czerwca 1990 został mianowany biskupem pomocniczym eparchii Santa María del Patrocinio w Buenos Aires ze stolicą tytularną Nazianzus. Sakry udzielił mu 14 października 1990 eparcha Andrij Sapelak SDB, któremu towarzyszyli bizantyjsko-ukraiński eparcha Kurytyby (Brazylia) Efraím Basílio Krevey OSBM oraz łaciński biskup diecezji Presidencia Roque Sáenz Peña Abelardo Francisco Silva. 20 stycznia 1998 został ustanowiony administratorem apostolskim eparchii, zaś 24 kwietnia 1999 otrzymał nominację na jej biskupa diecezjalnego (eparchę). Jego ingres odbył się 25 lipca 1999. W październiku 2009 osiągnął wiek emerytalny przewidziany dla biskupów katolickich (75 lat), w związku z czym 10 kwietnia 2010 przeszedł w stan spoczynku.